# Codice Yōrō
Il Codice Yōrō (養老律令?, Yōrō ritsuryō) è il corpus della legislazione penale (ritsu 律) e amministrativa (ryō 令) completato in Giappone nel 718 come revisione di alcuni codici precedenti, in particolare del Codice Taihō (大宝律令?, Taihō ritsuryō) del 701.

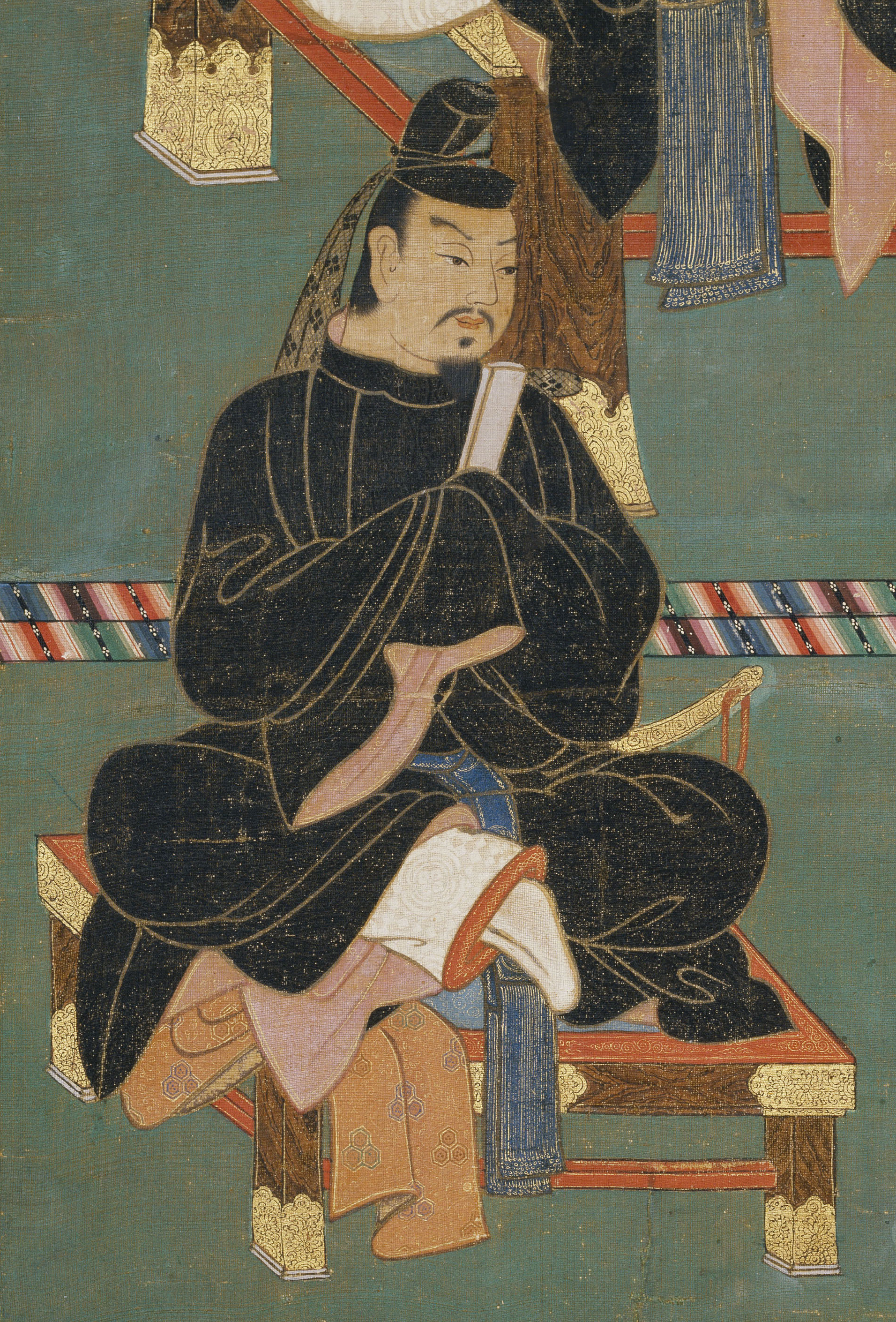
Il politico e funzionario di corte Fujiwara no Fuhito (659-720). Sotto la sua direzione venne avviata la stesura del Codice Yōrō

Compilato sotto la direzione del ministro Fujiwara no Fuhito (659–720), prende il nome dall'era del Giappone in cui fu scritto, l'era Yōrō, che copre gli anni dal 717 al 724. Il codice, tuttavia, entrò in vigore solo nel 757, sotto il regno dell'imperatrice Kōken, per volere del ministro Fujiwara no Nakamaro (706–764).
Il Codice Yōrō rappresenta l'ultima versione di una serie di codici (ritsuryō) messi a punto dalla seconda metà del secolo VII ai primi decenni del secolo VIII, che fornirono le basi di un sistema di governo, avviato con gli editti di riforma dell'era Taika (645-650), volto alla creazione di uno stato imperiale forte e centralizzato, ispirato al modello culturale e politico delle dinastie imperiali cinesi Sui e Tang.
In quello che è stato definito “uno stato basato sui codici” (律令国家?, ritsuryō kokka), o sistema politico ritsuryō, il codice penale (ritsu 律) e il codice amministrativo (ryō 令) divennero lo strumento per affermare e consolidare l'autorità del tennō, stabilendo i suoi diritti su tutte le risorse agricole del paese, incorporando i notabili come ministri e funzionari nel nuovo sistema amministrativo e di controllo del territorio, creando un sistema uniforme di riscossione delle tasse e di coscrizione militare in tutto il paese.
Sebbene segnali di declino di questo sistema giuridico, che raggiunse il suo apice nel periodo Nara (710-794), inizino a registrarsi fin dal periodo Heian (794-1185), a causa della difficoltà di applicazione della riforma fondiaria e fiscale e della resistenza dei poteri dei nobili e delle istituzioni religiose, esso ha rappresentato la base teorica del sistema amministrativo e di governo che sarebbe rimasto formalmente in vigore in Giappone fino all'era Meiji.
Il Codice Yōrō, pur confermando nella sostanza principi già affermati nei codici precedenti e in particolare nel codice Taihō che lo ha preceduto, e con il quale viene spesso confuso, risulta importante perché ne rappresenta l'ultima revisione ufficiale e, a differenza degli altri codici, andati perduti, si è conservato in forma quasi integrale, grazie a commentari e a successivi documenti che ne hanno riportato ampi contenuti o frammenti.

## Storia
Le riforme Taika avviarono un processo di affermazione dell'autorità imperiale sulle spinte autonomiste dei clan (uji) che si intensificò nel corso dei secoli VII e VIII con il lavoro di elaborazione di un corpus di leggi, o codici ritsuryō, che definirono la legislazione penale (ritsu) e civile/amministrativa (ryō) dello stato imperiale i codici Ōmi-ryō (669), Asuka Kiyomihara (689), Taihō ritsuryō (702), Yōrō ritsuryō (757).

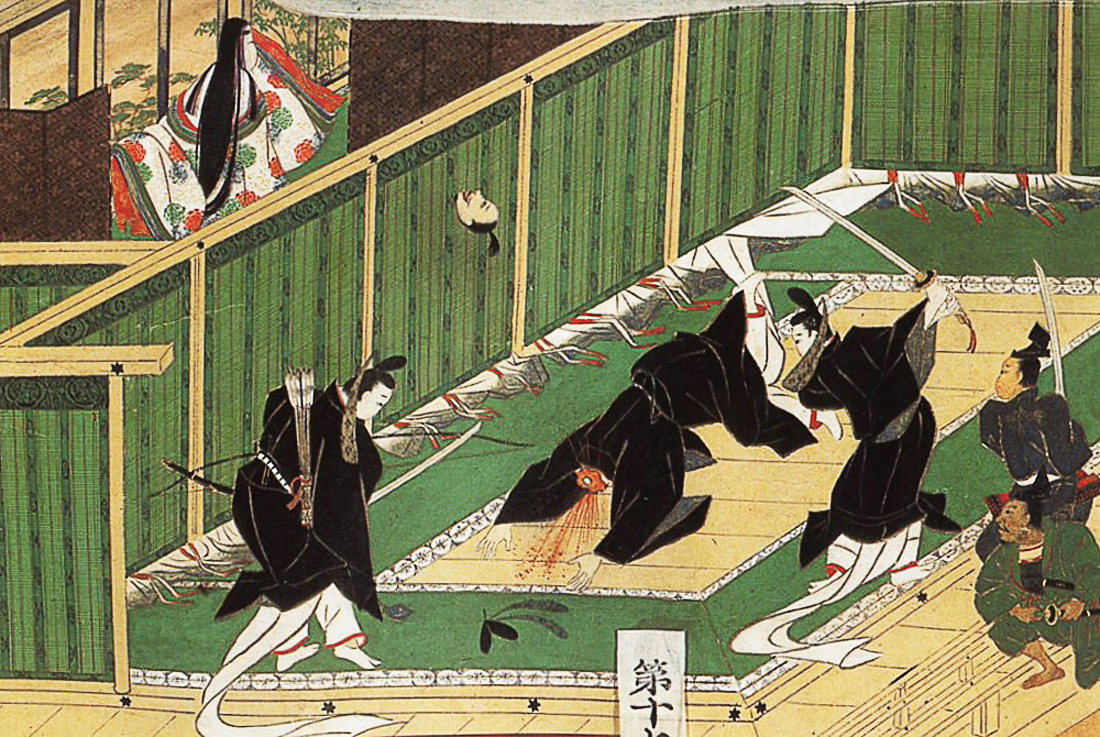
Raffigurazione dell'assassinio di Soga no Iruka, che segnò la fine dell’egemonia del clan Soga e fu seguito dalla promulgazione degli editti di riforma Taika (645)

Uno dei punti fondanti delle riforme fu l'abolizione della proprietà privata delle terre coltivate a riso, di cui l'imperatore acquisì progressivamente il controllo, divenendone il proprietario. Gli interventi sul sistema politico e amministrativo vennero indirizzati alla creazione di una struttura di governo centrale costituita da ministri e funzionari a lui fedeli, estesa all'amministrazione e al controllo dei territori, alla creazione di un efficiente sistema di raccolta dei tributi e di riorganizzazione delle milizie attraverso la coscrizione obbligatoria.

A livello di struttura politica vennero definite l'organizzazione e la gerarchia della corte imperiale e creati due principali organi di governo, ciascuno controllante un settore di attività il Daijō-kan (太政官), o Gran Consiglio di Stato presieduto dal Cancelliere, che gestiva tutti gli affari amministrativi secolari del paese e da cui dipendevano otto ministeri, e il Jingi-kan (神祇官) o Dipartimento del Culto, che supervisionava tutte le questioni riguardanti il rituale Shintō, il clero e i santuari.

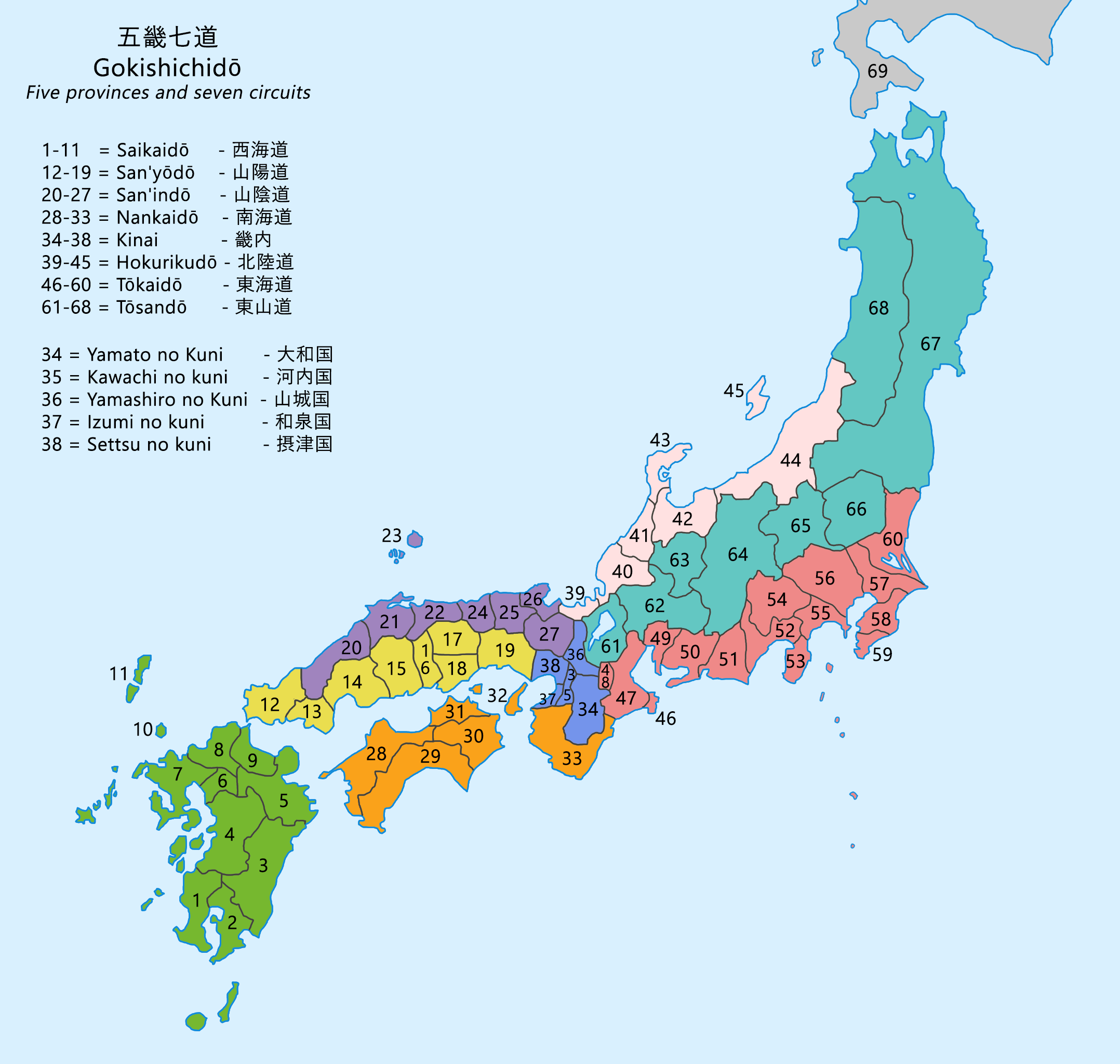
Gokishichidō (五畿七道, "cinque provincie e sette circuiti"). Unità amministrative in Giappone durante il periodo Asuka (538–710 d.C.)

Kōmin (公民, trad.: cittadino) e kōchi, (こ, trad.: territorio statale), divennero gli altri elementi portanti di questa ridefinizione dei poteri imperiali: sulla grande massa della popolazione dei kōmin, i cittadini comuni senza rango, al di sotto dei quali si trovava la classe inferiore dei "non liberi", i senmin 賤民, "cittadini bassi" e gli schiavi, l'imperatore esercitava il suo controllo attraverso una fitta rete di funzionari e governatori assegnati a ciascun territorio, dettagliati censimenti effettuati ogni sei anni e registri della popolazione di cui le famiglie rappresentavano l'unità di base: nell'anno 750 i funzionari, la struttura portante dell'apparato burocratico dello stato, raggiunsero circa 10.000 unità.
Dopo la promulgazione del codice Asuka Kiyomihara nel 689 e del codice Taihō (大宝律令?, Taihō ritsuryō) compilato nel 701 e promulgato l'anno successivo, passarono sotto la giurisdizione della corte imperiale sessanta province (kuni) con a capo dei governatori (kokushi) nominati dalla corte; le province furono divise in distretti (kort) costituiti da villaggi (sato) di cinquanta famiglie ciascuno. Un particolare sistema di divisione della terra, definito kobunden (口分田), regolamentava l'assegnazione dei terreni agricoli, principale fonte di sostentamento della popolazione, e la riscossione dei tributi: ad ogni kōmin veniva associata una quota individuale di kōchi, che serviva a garantirne la sussistenza, in cambio dell'assolvimento di determinati obblighi nei confronti dello Stato, come le tasse e la leva militare.
Il codice rappresentò la base teorica del governo fino al XIX secolo, rappresentando le leggi formali dello stato fino all'era Meiji. I gradi di corte e i titoli ufficiali sono rimasti gli stessi per tutta la storia giapponese, anche se nella maggior parte dei casi ridotti a titoli onorari.

## Edizioni e traduzioni
La versione del codice Yōrō, completamente annotata e glossata, è stata pubblicata in Giappone nel 1976 nella serie Nihon shisō taikei  (NST) (日本思想大系) a cura di Mitsusada Inoue ed altri studiosi.
Un'edizione in undici volumi dei codici giapponesi, Yakuchū Nihon ritsuryō  譯註日本律令, è uscita tra il 1978 e il 1999 per i tipi dell'editore Tōkyōdō Shuppan.
La traduzione più nota e completa del Yōrō Ritsuryō, ampliata e aggiornata rispetto all'edizione NST,  è quella in lingua tedesca dello studioso Hans Adalbert Dettmer (1927-2014), titolare fino al 1992 della cattedra di storia giapponese dell'Università della California. I primi due volumi, pubblicati nel 2009 e 2010, riguardano il Yōrō ryō, il codice amministrativo contenuto nel Yōrō ritsuryō, il cui testo è ricavato principalmente dal commentario Ryō no gige promulgato nell'835 e pubblicato nel 1959 nello Shintei zōho Kokushi taikei a cura dello storico giapponese Kuroita Katsumi.
Nel 2012 è uscito il terzo volume traduzione e commento del Yōrō ritsu, il codice penale, ricostruito attraverso documenti recuperati durante il periodo Tokugawa da una varietà di fonti giapponesi. I tre volumi di Dettmer, completati nel 2014 dall'Indice Generale (Generalindex der deutschen Übersetzung), non costituiscono solo una traduzione, ma sono accompagnati da un approfondito e dettagliato commento con centinaia di citazioni e note bibliografiche a studi occidentali e giapponesi.
Nel 2008 e 2011 sono usciti i due volumi di Francine Hérail, Recueil de décrets de trois ères méthodiquement classés, traduzioni e commenti della legislazione supplementare allo Yõrõ ritsuryõ, come registrato nel Ruijü sandai kyaku, una raccolta dei decreti, ordinanze, emendamenti, chiarimenti o specificazioni della legislazione Nara ed Heian, emessi durante le tre ere Kõnin, Jõgan ed Engi, rispettivamente nell'820, 868 e 907, e unificati all'inizio dell'XI secolo in un'unica raccolta. Quest'opera di Hérail è ritenuta essenziale per lo studio della vita politica e sociale ed economica dei primi tre secoli di applicazione dei codici e dei molteplici modi in cui i codici e le pratiche sociali che avrebbero dovuto regolare interagivano tra di loro.
Nel 2010 si è costituito un gruppo di studio di studiosi statunitensi e giapponesi presso il Dipartimento di Storia dell'Università della California del Sud a Los Angeles, il Ritsuryō Translation Project, che si è posto come obiettivo la raccolta e la pubblicazione online ad accesso aperto della traduzione inglese delle sezioni del codice Yōrō che riguardano la storia delle donne e i rapporti di genere.

## Conservazione e fonti del Codice Yōrō

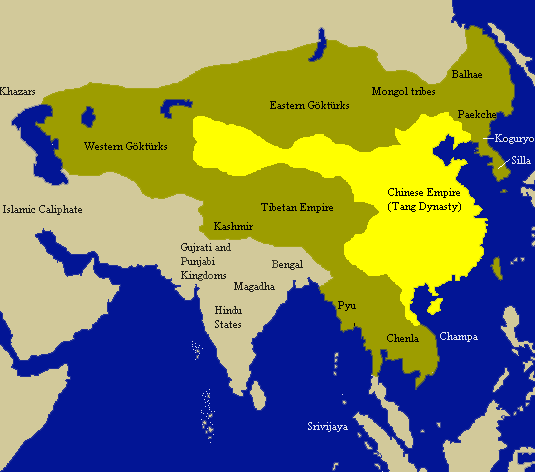
Impero cinese sotto la Dinastia Tang (618-907) e regni vicini

Scritti in cinese e progettati secondo il modello della dinastia Tang, il Codice Taihō e il Codice Yōrō erano divisi in due parti: il codice civile (ryō) e il codice penale (ritsu).
Del Codice Taihō sono rimasti solo alcuni frammenti; ne abbiamo conoscenza indiretta grazie alle successive revisioni, come il Codice Yōrō che si ritiene essere una versione ad esso simile, e ai Sandai-Kyaku-Shiki (Decreti e regolamenti di tre ere), le tre raccolte di decreti supplementari (kyaku 格), protocolli (shiki 式 ), ordinanze, emanati durante il IX e l'inizio del X secolo, per modificare o integrare le disposizioni dei codici o precisarne l'applicazione agli organi amministrativi, ministeri, dipartimenti.
La scomparsa del Codice Taihō, secondo George Bailey Sansom, avrebbe condotto diversi studiosi a indicare erroneamente con questo nome il Codice Yōrō, che, a sua volta, tuttavia, non è sopravvissuto nella sua forma originaria.

### Yōrō ritsu
Il codice penale, cioè lo Yōrō ritsu, è andato perduto e solo alcune parti si sono conservate integralmente. Si ritiene che esso, più del codice amministrativo, seguisse i principi e le forme dei codici cinesi.
Hans Adalbert Dettmer, autore della traduzione in lingua tedesca del Yōrō ryō, nel terzo volume della sua opera sui codici Yōrō ha pubblicato una traduzione e un commento del ritsu,  ricostruito attraverso frammenti di vari codici recuperati da una varietà di fonti giapponesi; gli statuti sopravvissuti sono solo dieci dei trenta originari (159 su 500 articoli). Nel suo libro Dettmer non traduce i frammenti, ma solo le parti superstiti, cinque capitoli di quattro libri (1,3,7,8), ossia circa un terzo del testo originario:
- Cap. 1, Libro 1: Myōrei-ritsu 名例律 (Termini e principi generali)
- Cap. 2, Libro 3: Egon-ritsu 衛禁律 (Guardie di palazzo)
- Cap. 3, Libro 3: Shikisei-ritsu 職制律 (Organico d'ufficio)
- Cap. 7, Libro 7: Zokutō-ritsu 賊盗律 (Furti)
- Cap. 8, Libro 8: Tsōhō-ritsu 闘訟律 (Azioni giudiziarie)

L'elenco completo dei capitoli contenuti nel Yōrō ryō è stato descritto anche da Carl Steenstrup nel suo A History of Law in Japan until 1868 (1991). I titoli dei dodici capitoli, contenenti in totale circa cinquecento articoli, sono stati così tradotti dallo studioso danese: Definitions of Terms; Palace Guards; Officials; Census; Official Stores; Unauthorized Raising of Troops; Robbery; False Charges; Frauds; Diverse Provisions (e.g. on weights and measures); Criminal Procedure; Arrest and Prison.

### Yōrō ryō

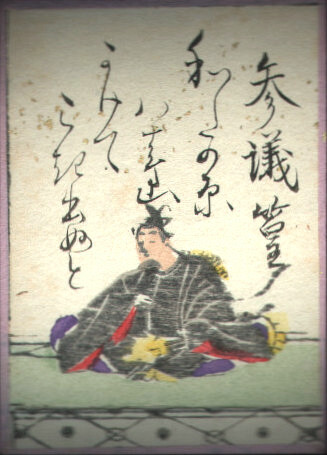
Il poeta ed esperto di diritto Ono no Takamura collaborò alla stesura del Commentario del Codice Yoro (Ryō no Gige)

A differenza del codice penale (Yōrō ritsu), il codice amministrativo (Yōrō ryō 養老令, Codice amministrativo dell'era Yōrō) si è quasi interamente conservato grazie alla sua trascrizione nei commentari, come il Ryō no Gige (令義解) e il Ryō no Shūge, entrambi compilati nel secolo successivo.
Mentre il Ryō no Gige (令義解, Commentario al Codice amministrativo), completato nel 834, il primo dell'era Jōwa, rappresenta una versione ufficiale, approvata dalla corte, il Ryō no Shūge (令集解, Raccolta di commenti sulle leggi amministrative), compilato dal professore di diritto Koremune no Naomoto tra l'859 e l'880 è ritenuto un testo non ufficiale ma privato.
Entrambi i Commentari risulterebbero privi dei due capitoli riguardanti i magazzini ufficiali (倉庫令, sōko -ryō) e lo statuto del servizio medico (医疾令, ishitsu-ryō), il cui contenuto è stato ricostruito a posteriori a partire da altri estratti.

## Contenuto
Il Codice Taihō, promulgato nel 701 e sottoposto a diverse variazioni nel corso del tempo, era composto da undici libri o rotoli (maki 巻) i riguardanti l'amministrazione (ryō) e da sei relativi al diritto penale (ritsu).
Il Codice Yōrō, così come riportato nel Ryō no Gige, nella parte riguardante la legislazione amministrativa (Yōrō ryō) comprende dieci libri o rotoli e complessivi 947 articoli, suddivisi in trenta sezioni, così strutturate:
| Libro | Sezione | Titolo                       | Descrizione                                                          | N. articoli |
| ----- | ------- | ---------------------------- | -------------------------------------------------------------------- | ----------- |
| I     | 1.      | Kani-ryō 官位令              | Leggi sui ranghi di corte                                            | 19          |
|       | 2.      | Shikiin-ryō 職員令           | Leggi sulle nomine agli uffici e alle cariche della corte imperiale  | 80          |
|       | 3.      | Kōkyū Shikiin-ryō 後宮職員令 | Leggi sulle nomine del personale del Palazzo Posteriore              | 18          |
|       | 4.      | Tōgū Shikiin-ryō 東宮職員令  | Leggi sulle nomine del personale del Palazzo del principe ereditario | 11          |
|       | 5.      | Karei Shikiin-ryō 家令職員令 | Leggi sulle nomine del personale delle famiglie reali e nobili       | 8           |
| II    | 6.      | Jingi-ryō 神祇令             | Leggi del Ministero di Culto                                         | 20          |
|       | 7.      | Sōni-ryō 僧尼令              | Leggi sui monaci e le monache                                        | 27          |
| III   | 8.      | Ko-ryō 戸令                  | Leggi sulle unità di residenza (famiglie)                            | 45          |
|       | 9.      | Den-ryō 田令                 | Leggi sulle coltivazioni di riso                                     | 37          |
|       | 10.     | Fueki-ryō 賦役令             | Leggi sui tributi e il servizio militare                             | 39          |
|       | 11.     | Gaku-ryō 学令                | Leggi sulle scuole per la formazione dei funzionari                  | 22          |
| IV    | 12.     | Senjo-ryō 選叙令             | Leggi sulle promozioni                                               | 38          |
|       | 13.     | Keishi-ryō 継嗣令            | Leggi sull'eredità e le successioni                                  | 4           |
|       | 14.     | Kōka-ryō 考課令              | Leggi sulla valutazione dei funzionari                               | 75          |
|       | 15.     | Roku-ryō 禄令                | Leggi sulla retribuzione dei funzionari                              | 15          |
| V     | 16.     | Kue-ryō 宮衛令               | Leggi sulla difesa del Palazzo Residenziale                          | 28          |
|       | 17.     | Gunboryo-ryō 軍防令          | Leggi sulla difesa militare                                          | 76          |
| VI    | 18.     | Giseiryo-ryō 儀制令          | Leggi sui protocolli cerimoniali                                     | 26          |
|       | 19.     | Ifuku-ryō 衣服令             | Leggi sull'abbigliamento                                             | 14          |
|       | 20.     | Eizen-ryō 営繕令             | Leggi sulla costruzione e manutenzione di opere pubbliche            | 17          |
| VII   | 21.     | Kushiki-ryō 公式令           | Leggi sugli atti pubblici                                            | 89          |
| VIII  | 22.     | Sōko-ryō 倉庫令              | Leggi sui magazzini governativi e la gestione del loro contenuto     | 16          |
|       | 23.     | Kumoku-ryō 厩牧令            | Leggi sulle scuderie ufficiali, l'allevamento e la cura dei cavalli  | 28          |
|       | 24.     | Ishitsu-ryō 儀制令           | Leggi sui medici e sulle pratiche mediche                            | 26          |
| IX    | 25.     | Kenyō-ryō 仮寧令             | Leggi sulle ferie e sui permessi dei funzionari                      | 13          |
|       | 26.     | Sōsō-ryō 喪葬令              | Leggi sulle pratiche funebri e sul lutto                             | 17          |
|       | 27.     | Genshi-ryō 関市令            | Leggi su barriere doganali, mercati e commercio                      | 20          |
|       | 28.     | Homō-ryō 捕亡令              | Leggi su prigionieri, fuggitivi e schiavi                            | 15          |
| X     | 29.     | Goku-ryō 獄令                | Leggi sulla detenzione                                               | 63          |
|       | 30.     | Zō-ryō 雑令                  | Leggi su questioni varie                                             | 41          |

Le prime cinque sezioni del codice consistono principalmente in elenchi che catalogano la struttura burocratica dello stato centralizzato, definendo la classificazione, i gradi, i ruoli e le responsabilità dei funzionari, un lavoro estremamente arduo per i traduttori che hanno dovuto trovare equivalenti linguistici appropriati per rappresentare nel dettaglio l'antica burocrazia giapponese. Il primo dei due volumi pubblicati da Hans A. Dettmer di traduzione e commento del codice amministrativo (Yōrō ryō), oggetto dei suoi studi fin dagli anni cinquanta del Novecento, è concentrato sul primo libro e contiene oltre 5400 note a piè di pagina e un glossario finale di 3600 parole.

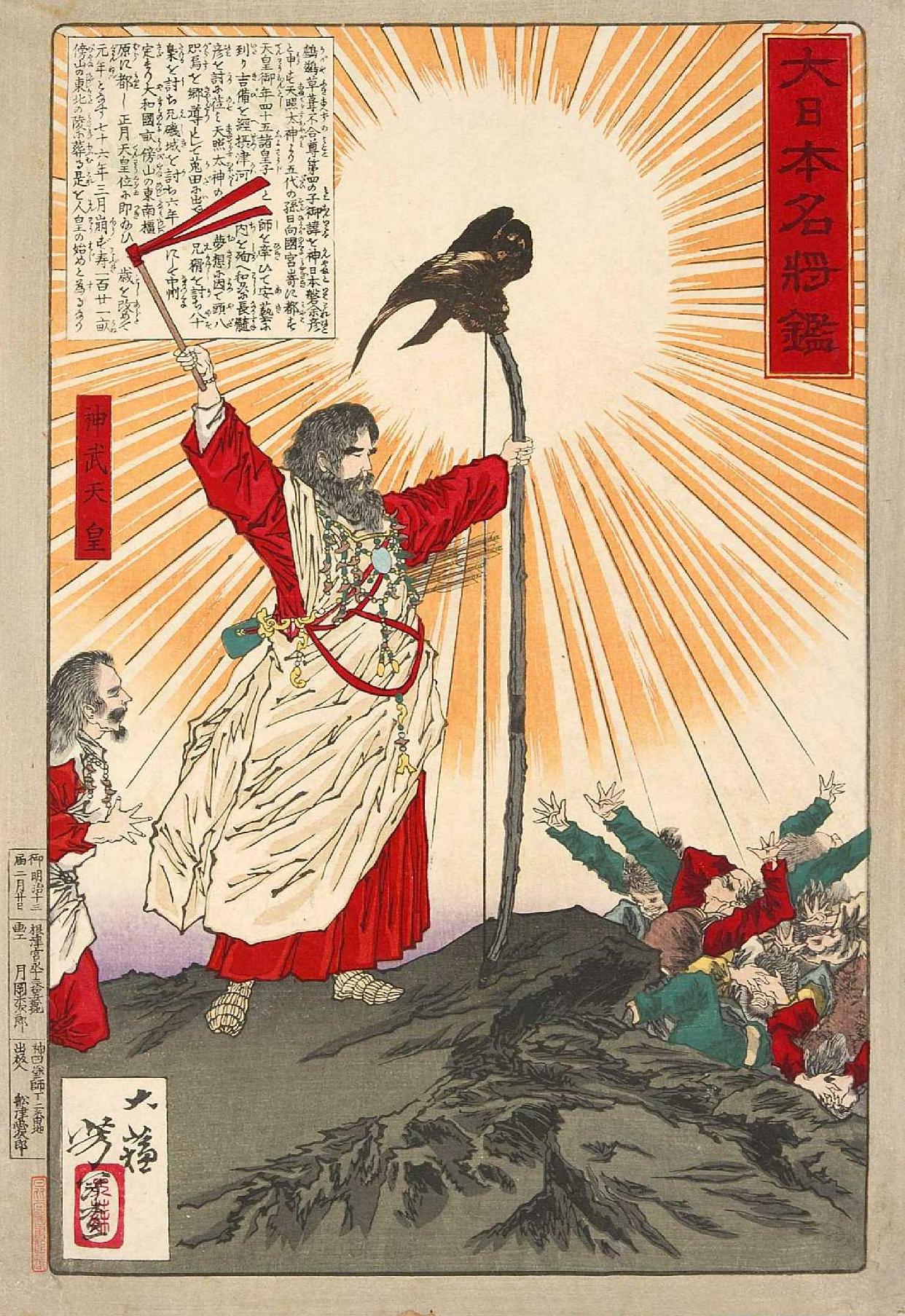
Junmu, il primo imperatore del Giappone secondo gli antichi scritti storici Kojiki e Nihongi

Al contrario del sistema amministrativo cinese fondato sul merito, quello giapponese, per il quale la gerarchia era il fondamento dello stato, si basava sul rango: le cariche venivano assegnate ai titolari in base al rango ereditato e il sistema di ranghi e titoli stabiliti nel codice Taihō rimase quasi del tutto invariato per tutta la storia giapponese, anche se nella maggior parte dei casi molti titoli vennero ridotti a onorificenze. Il codice non tratta né del ruolo né delle prerogative dell'imperatore.
Altre sezioni, oltre alle prime cinque, riguardano i funzionari e normano la loro formazione, le promozioni, gli emolumenti e i congedi, l'abbigliamento distinto per ogni grado, rendendo gli articoli ad essi dedicati la parte più consistente del codice amministrativo. Nel Kūjiki-ryō 公式令 (Leggi sui documenti ufficiali), corrispondente al capitolo 21 del Yōrō ryō, ventidue su ottantanove articoli sono destinati a regolamentare i formati degli atti ufficiali, come editto, petizione, notifica, nomina, registro e lasciapassare, fornendo informazioni sulle loro formule di apertura e chiusura, sul carattere del testo principale e sulle procedure da seguire nella loro compilazione.
Un'importante sezione è quella contenuta nel terzo libro, intitolata Ko-ryō e relativa alle leggi riguardanti le famiglie o "unità di residenza" (ko 戸), l'unità amministrativa di base per la gestione della popolazione. Composto da circa venti-trenta membri, tra cui tre o cinque maschi adulti, il ko è stato definito da diversi studi, a partire dagli anni cinquanta del Novecento, come una struttura "artificiale" (la teoria del "ko artificiale" è stata chiamata henko), perché creata solo ai fini della tassazione e della coscrizione e basata su una struttura patrilineare fittizia. Nella sezione del Ko-ryō vengono disciplinate l'organizzazione, la gerarchia del gruppo familiare, la redazione dei registri di famiglia, il matrimonio e il divorzio, l'ordine sociale che includeva i nati liberi (ryōmin 良民) e le persone vincolate (senmin 賎民), le responsabilità dei governatori provinciali (kokushi 国司) e dei capi distretto (gunji 郡司).
Secondo quanto disposto dal codice, in linea con la pratica cinese, l'unità di produzione di base è identificata con una famiglia organizzata patriarcalmente, in cui i coniugi vivevano insieme; tuttavia, diversi studi storici e antropologici hanno evidenziato come tali famiglie non costituissero la norma nel Giappone del tempo, e come allora non vigesse alcuna distinzione tra i lignaggi materni e paterni; gli stessi legami coniugali erano di fatto fluidi e instabili e le coppie sposate vivevano spesso separatamente, un sistema noto come tsumadoikon (matrimonio di visita), mutato nella forma di coabitazione, yometorikon, solo durante il periodo Murumachi.
Ulteriori articoli disciplinano la gerarchia di strutture amministrative territoriali - kuni (provincia), gun (distretto) e sato (villaggio) - ruoli e responsabilità dei rispettivi responsabili. I kokushi nominati dalla corte per sovraintendere le province, presiedevano alla registrazione dei membri, alla supervisione della distribuzione delle terre coltivate e all'assegnazione del riso ai membri dei ko per la coltivazione, alla riscossione e invio delle tasse e alla mobilitazione dei coscritti.
Yamato no Nagaoka (698–769) è ritenuto uno degli autori del Codice Yōrō; figlio di un assistente ministro della giustizia, dopo essere rientrato in patria dalla Cina, dove si recato nel 716 per studiare il sistema legale Tang, sarebbe diventato una delle massime autorità nel campo del diritto.
Alla prima scrittura del codice, iniziata nel 716 (Reiki, 2) e completata nel 718 (Yōrō, 2), partecipò il ministro del Daijō-kan Fujiwara no Fuhito, che aveva già preso parte al processo di elaborazione del codice Taihō.

## Modifiche apportate dal Codice Yōrō
Tra le modifiche al precedente codice Taihō, alcuni studiosi hanno rilevato, nella sezione del diritto successorio, il cambiamento della quota spettante all'erede principale, passata dalla metà dell'eredità, prevista nel Taihō, ad una quota che non doveva superare il doppio dei beni destinati agli eredi nel codice Yōrō. Nella sezione relativa ai servizi obbligatori che i cittadini erano chiamati a rendere allo Stato, l'aumento del numero di soldati (heishi) che proporzionalmente ogni famiglia doveva fornire per la coscrizione militare, con obbligo di provvedere al cibo e alle armi, venne modificata da uno ogni quattro maschi di età compresa tra ventuno e sessant'anni, ad uno ogni tre.
Per quanto riguarda le disposizioni per monache e monaci (Sōni ryō), è stata rilevata l'introduzione del divieto rivolto alle donne di visitare i quartieri dei monaci e viceversa, tranne che in circostanze speciali (malattia o istruzione). Secondo Suzuki Masataka tale divieto si sarebbe esteso anche alle montagne sacre, trattate come templi. Secondo altri autori, il codice, introducendo una legislazione più restrittiva in materia di pratiche magiche e divinatorie, avrebbe inoltre ristretto l'attività delle sciamane solo ai santuari ufficiali, dove tuttavia, a differenza delle loro controparti maschili, esse non ricoprivano alcun incarico formale. Per le sciamane che violavano questa disposizione nel periodo Heian venne prevista la condanna all'esilio.

## Differenza con i codici cinesi
I codici della dinastia Tang, assunti a modello per il ritsuryō, erano espressione di realtà e strutture sociali, politiche e idee religiose diverse. Mentre il codice penale giapponese (ritsu) sembra essere stato molto simile a quello della Cina Tang, le sezioni del codice amministrativo evidenziano l'apporto di diverse modifiche, rispondenti all'esigenza di adattare le norme alle pratiche sociali del Giappone dell'VIII secolo e ai molteplici aspetti della tradizione indigena.
Il reclutamento dei funzionari previsto dal Codice Yōrō non si basa sulla meritocrazia, come quello applicato dal codice Tang (un sistema di esami), ma su un criterio che salvaguarda il lignaggio. La figura imperiale continua ad essere fondata sulle credenze shintoiste e non rinuncia al potere spirituale che da esse deriva; al culto shintoista è dedicato anche il Ministero delle Divinità, Jingi-kan (神祇官) che supervisiona il clero e i santuari.
In materia di matrimonio, rispetto al codice Tang non viene perseguito quello compiuto all'interno dello stesso gruppo familiare. Anche lo status riconosciuto alle donne è diverso: i codici giapponesi riconoscevano alla categoria legale onna 女, "donna", uno status giuridico autonomo, non legato allo stato civile, al contrario dei codici Tang, per i quali le donne esistevano solo in riferimento ad altri membri maschili della famiglia: il padre, il marito o i figli.

## Relazioni di genere nel Codice Yōrō
Sekiguchi Hiroko nel suo studio sullo status sociale di uomini e donne nell'antico Giappone ha evidenziato il divario esistente tra la pratica sociale e le prescrizioni contenute nei codici ritsuryō relative alle relazioni di genere, derivanti dai codici cinesi Tang fondati sul paradigma della famiglia patriarcale come principio di organizzazione sociale.

### Yōrō ryō.Libro 2, sezione 8,Ko-ryōko
Analizzando la sezione del codice amministrativo Yōrō (Yōrō ryō) riguardante le famiglie o "unità di residenza" (Libro 2, sezione 8, Ko-ryōko), che fornisce il quadro delle strutture della famiglia, del matrimonio e dell'organizzazione del lavoro, Sekiguchi ha rilevato come le disposizioni riguardanti le forme di proprietà familiare che privilegiavano la linea patrilineare nella figura del "capofamiglia", di derivazione cinese, risultassero incongruenti con la famiglia matrilineare ancora molto diffusa nel Giappone dell'VIII secolo, di cui emergono testimonianze nei registri censuari.

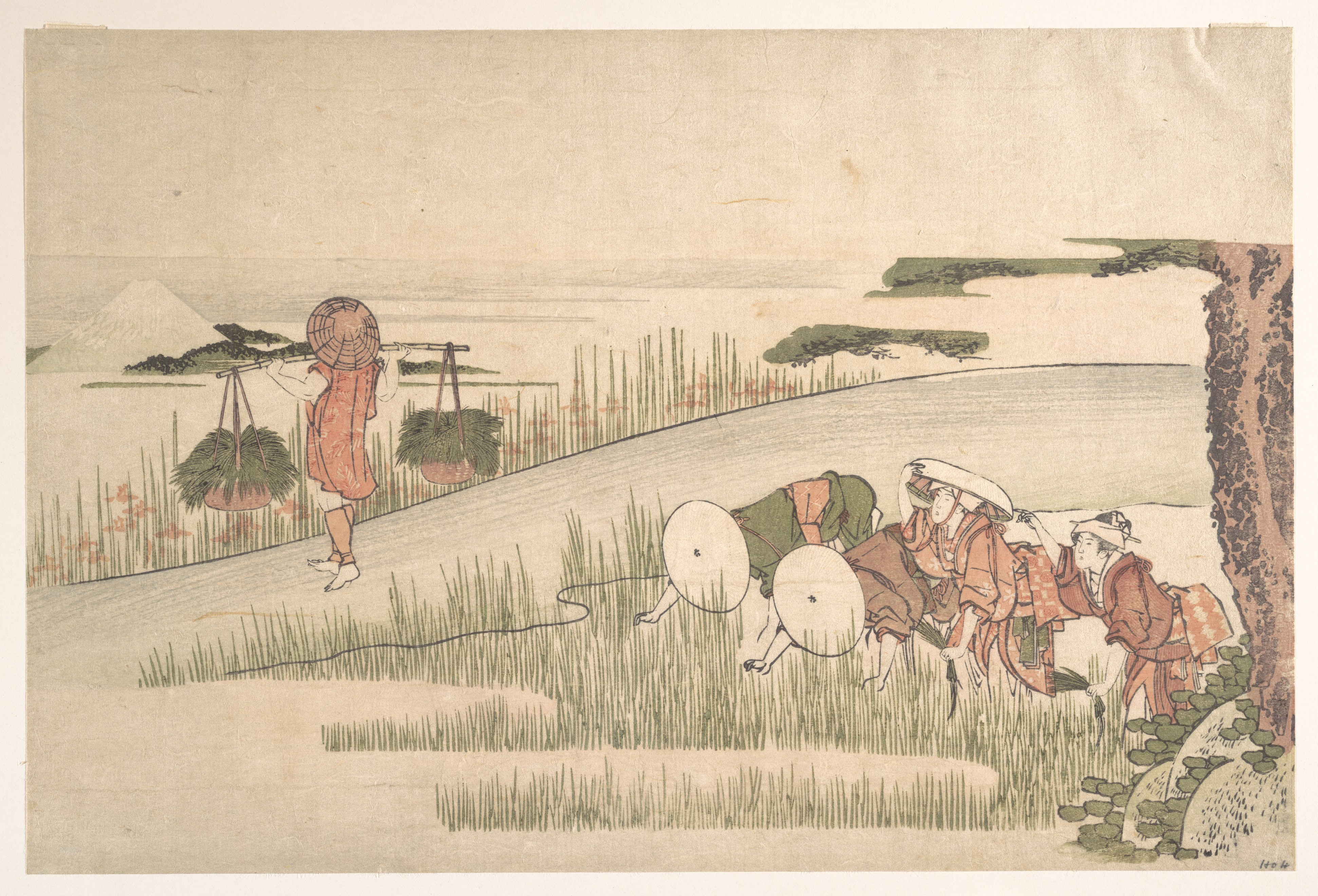
Primavera nelle risaie, Katsushika Hokusai, circa 1800

Discordanti con quanto disposto dai codici, nota la studiosa, sarebbero la sostanziale assenza di un patriarca come capofamiglia formale nella famiglia giapponese di quel periodo e la situazione di parità di genere nel possesso della proprietà: le donne erano detentrici e amministratrici di beni, prestatrici di denaro in transazioni commerciali e private, uno status confermato anche da altri studi in materia. La ricerca condotta dalla docente di storia giapponese alla Teikyō University Yoshie Akiko, ad esempio, ha rilevato l'esistenza, nell'VIII e IX secolo, di donne indipendenti chiamate toji, che ricoprivano un ruolo importante nella società rurale nella gestione delle imprese agricole e nella supervisione del lavoro degli abitanti del villaggio, al di fuori del quadro ufficiale del ko.
Anche per quanto riguarda le clausole matrimoniali e di divorzio - come i sette motivi di ripudio della moglie (shichishutsu, art. 28. Libro III, sezione 8), e il divorzio obbligatorio (gizetsu) disciplinati dal Codice - esse contrasterebbero con la consuetudine, allora diffusa, di non differenziare lo status di moglie da quello di concubina e la rispettiva prole, perché la famiglia costituita dal matrimonio di coppia non era ancora un'unità istituzionalizzata, mentre risulta normata e distinta nei codici. Sekiguchi ha osservato come in Giappone il matrimonio non influisse sullo status sociale della donna, che, anche se sposata, manteneva lo status di individuo. Tutti gli uomini e le donne dai sei anni in su ricevevano la propria porzione di terra, anche se in quote diverse: due tan di terra erano corrisposti ad ogni maschio, due terzi di tale quota ad ogni femmina. Vari documenti di vendita e di eredità dimostrerebbero infine che le donne avevano il diritto di ereditare e di trasmettere beni e risorse.

### Yōrō ryō.Libro 1, sezione 3,Kōkyū Shikiin-ryō

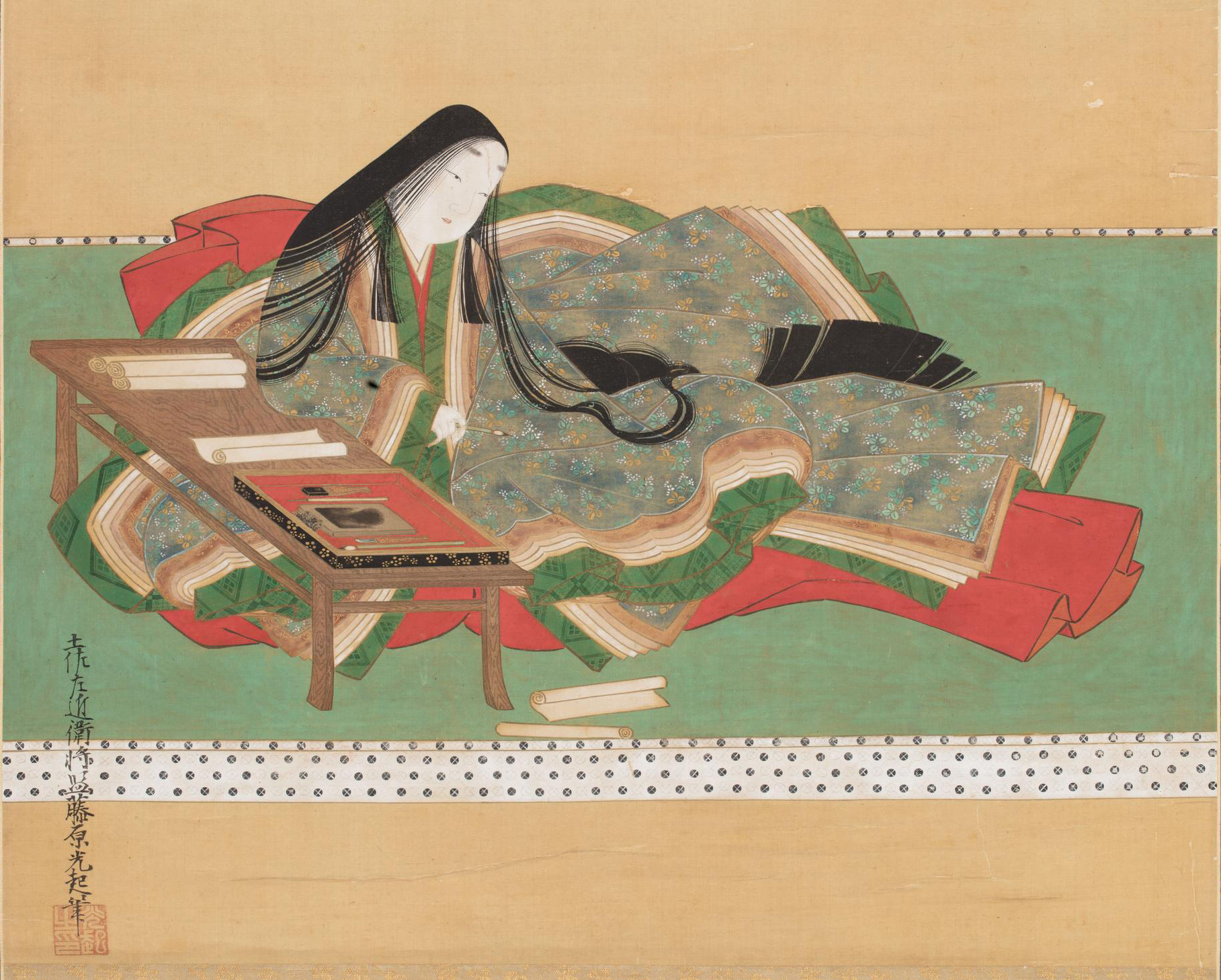
Murasaki Shikibu mentre compone il Genji Monogatari

Gli aspetti di genere legati alla sezione del Yōrō ryō relativa alle unità di residenza (Libro 3, Sezione 8) sono stati approfonditi nel secondo decennio del XXI secolo dal gruppo di studio Ritsuryō Translation Project, all'interno del Project for Premodern Japan Studies dell'Università della California del sud a Los Angeles. L'indagine sulle strutture e pratiche di genere nel Giappone del VIII secolo inscritte nella legislazione del tempo, si è successivamente estesa alla traduzione e all'analisi di altri capitoli del Yōrō ryō, come quello relativo ai diritti e doveri delle funzionarie in servizio presso la corte imperiale, in particolare presso il Palazzo posteriore, dove risiedevano le consorti dell'imperatore fino agli anni settanta del VIII secolo; nell'era successiva (Kanmu, 781-806) esse, insieme alle consorti di secondo rango e inferiori, sarebbero state trasferite nel palazzo residenziale.

L'esistenza di una specifica sezione dello Yōrō ryō riservata alle funzionarie che prestavano servizio vicino all'imperatore e all'imperatrice (Libro I, sezione 3: Kōkyū Shikiin-ryō 後宮職員令, Titoli delle donne funzionarie del Palazzo posteriore), avrebbe dimostrato, secondo le autrici dello studio, l'importanza rivestita dagli incarichi ricoperti dalle donne nella corte dell'VIII secolo, di cui un importante riferimento letterario, oltre che storico, è rappresentato dai racconti contenuti nel Genji monogatari di Murasaki Shikibu.

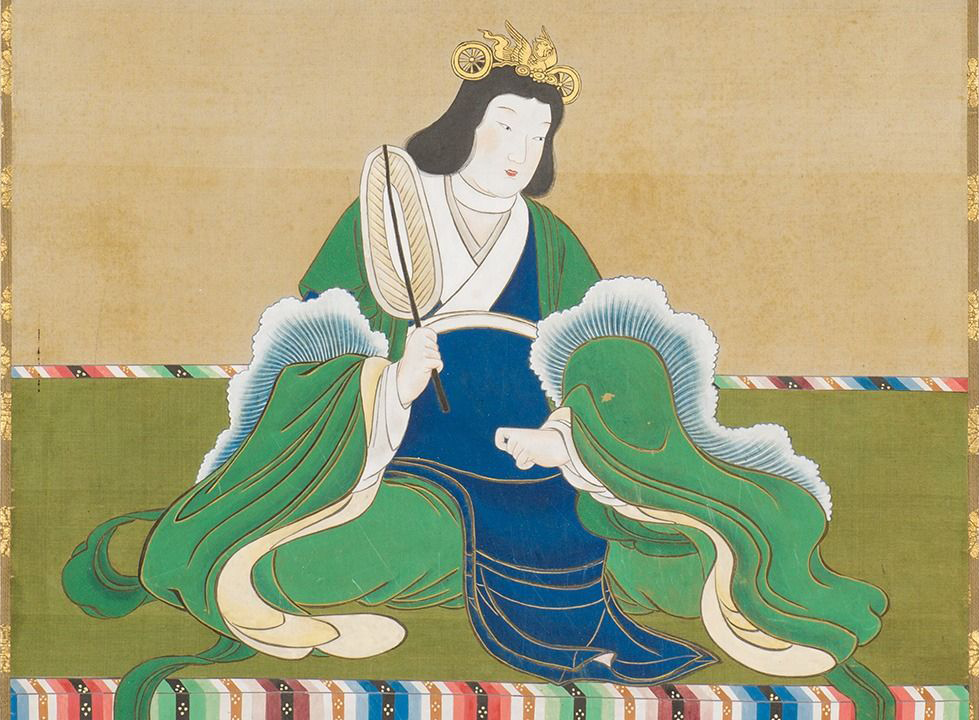
Suiko, la prima imperatrice del Giappone, regnò dal 592 al 628

Nella sezione Kōkyū Shikiin-ryō, composta da diciotto articoli, vengono definiti titoli, nomina e status delle funzionarie e delle nobildonne reali dei dodici uffici del Palazzo posteriore (kokyu 後宮). I primi articoli riguardano le mogli dell'imperatore, chiamate collettivamente kisaki 后, con esclusione della principessa consorte (皇后?, kōgō). Per le kisaki il sistema risuryo prevedeva quattro livelli gerarchici, ognuno dei quali corrispondente ad uno specifico rango: le mogli di secondo, terzo e quarto livello erano considerate pubblici ufficiali 職員令 e mantenevano un significativo grado di indipendenza che consentiva loro, ad esempio, di far vivere le loro famiglie e i loro figli fuori dal palazzo. L'imperatrice era invece a pieno titolo partner del monarca nel governo del regno.
Le funzionarie dei dodici uffici del Kōkyū, tutte donne, vengono definite nei codici "cortigiane" (宮人?, miyabito), o dame di corte (女官?, nyokan), un termine alternativo apparso alla fine dell'VIII secolo.

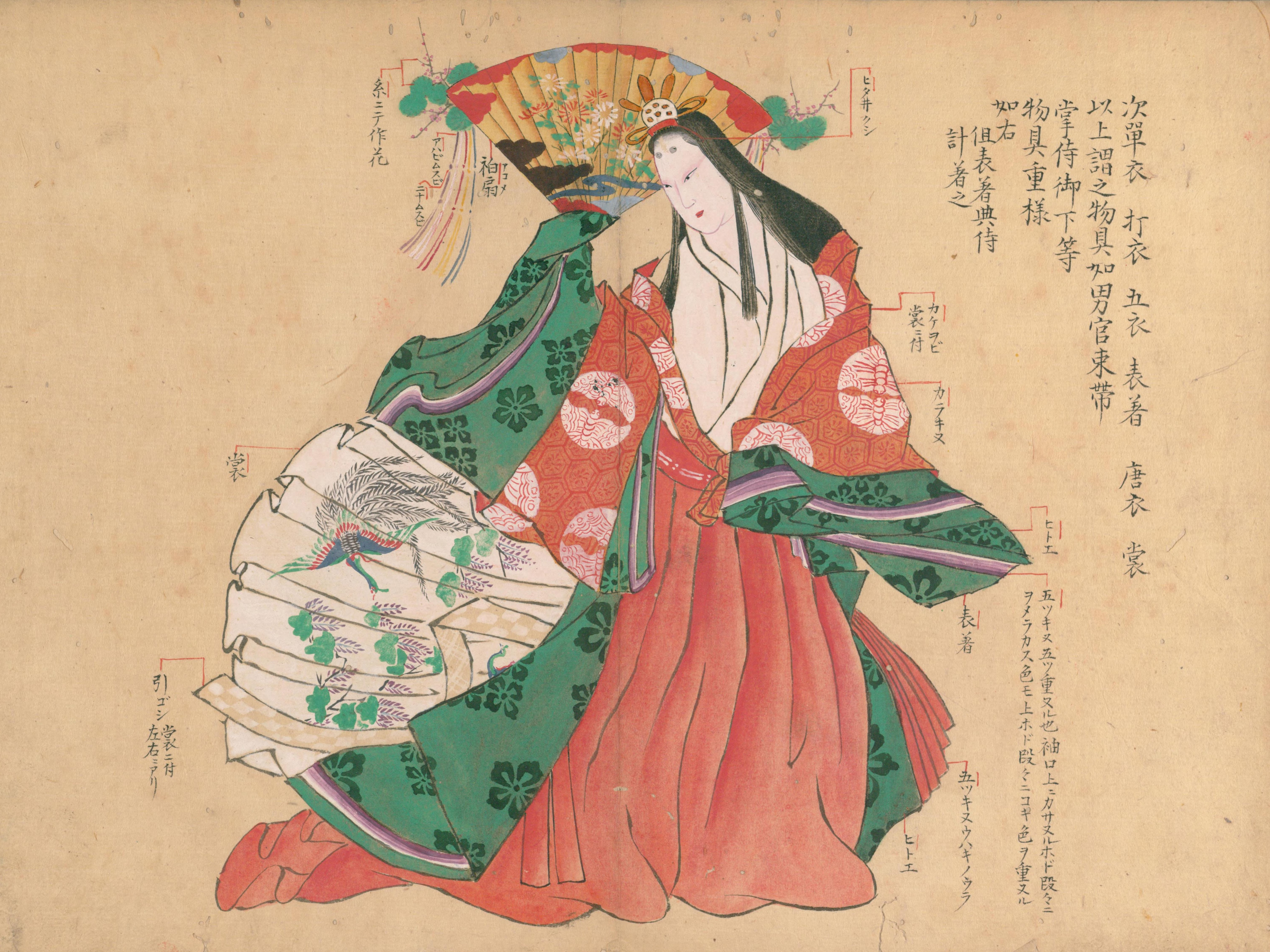
Immagine dell'abbigliamento di una nyokan

Il più grande dei dodici uffici del Palazzo, quello delle ciambellane (naishishi 内侍司) - altri uffici erano ad esempio la tesoreria, la biblioteca, l'armeria, l'ufficio delle forniture, dell'acqua potabile - occupava oltre cento funzionarie; aveva il compito di gestire il servizio quotidiano per i tennō, tra cui quello di presentare e trasmettere gli ordini reali. La nomina a direttrice responsabile di questo ufficio durante il IX secolo veniva spesso attribuita alle mogli dell'imperatore. Gli studi condotti rilevano come questo ufficio svolgesse un ruolo importante nel volgere i comandi orali del sovrano in editti scritti.
La retribuzione di una funzionaria era pari alla metà di quella di un funzionario dello stesso grado (Libro 4, Sezione 15: Rokuryo 禄令, articolo 10); diversamente, le consorti dell'imperatore erano remunerate come i funzionari ufficiali di pari grado (Libro 4, Sezione 15: Rokuryo, art. 12), e quelle di alto grado godevano di un proprio staff, costituito da personale pagato con risorse governative.
La funzionaria di grado più alto a corte era la direttrice della tesoreria, un ufficio cui veniva affidata la gestione delle regalie e dei simboli dell'autorità reale, tra cui i sigilli, le insegne e i lasciapassare, oltre che vari oggetti preziosi.
La differenza sostanziale con i codici Tang, conclude lo studio, è che mentre in questi ultimi non erano previsti membri femminili della burocrazia, nel codice Yōrō c'erano funzionarie che non solo svolgevano incarichi importanti, ma che avevano anche propri gradi; nei codici cinesi le donne erano rappresentate solo come mogli, madri, figlie, consorti o servitrici, e l'equivalente del Palazzo posteriore era spesso indicato come un harem: alla corte Tang il direttore del Ministero degli Assistenti di Palazzo (Neishihsheng 内侍省) era un eunuco.